# Scortilla
Gli Scortilla sono un gruppo musicale formatosi a Genova nel 1979.

## Storia degli Scortilla

### 1978-1984: Gli Scortilla nella new wave italiana
Gli Scortilla nacquero nel fermento della new wave genovese di fine anni'70 da Pivio, Marco Odino, Edo Livio Bartenor I e Mario Marchesoni con una formazione che prevedeva inizialmente due chitarre elettriche, basso, batteria e voce. Il loro primo infuocato concerto che finì con la distruzione del palco, fu al Ludrix Club. Il loro suono era inizialmente un post-punk dalle timbriche funky, per poi dirigersi sempre più verso una new wave fatta di "chitarre taglienti a un sax ruffiano e ritmiche sintetiche autistiche, capaci di saltare dalla melodia al rumore". Nel 1981 diffusero la loro prima cassetta autoprodotta intitolata Scortilla-Box e negli anni successivi furono effettuati numerosi concerti allo Psyco Club, con performance che comprendevano anche proiezioni di video ed immagini.
Nel 1984 gli Scortilla firmarono per la WEA, con cui realizzarono il loro primo ed unico singolo dell'epoca, intitolato Fahrenheit 451, per poi separarsi subito dopo aver suonato sul palco del Festivalbar presso l'Arena di Verona. Di li a poco la band si sciolse e Pivio continuò la carriera come fortunato autore di colonne sonore con Aldo De Scalzi e nei Trancendental.

### 2005-in poi: Gli Scortilla nel revival new wave
Intorno al 2005, sull'onda del revival post-punk e new wave italiano la musica degli Scortilla visse un momento di forte riscoperta: nel 2005 la Creuza stampò Scortilla – 1980 - 2005, un CD/DVD che conteneva molti dei brani passati della band, oltre che video ed interviste nuove e vecchie. Nel 2009 Federico Di Bonaventura che curava una serie di compilazioni di new wave italiana li inserì in Fred Ventura Presents Relix Vol.3: 80's Italo Wave edito dalla Do It Yourself Entertainment Strategic Marketing, a cui seguì l'anno dopo la pubblicazione dell'EP della band intitolato Invisible (Creuza, 2010). Sempre Fred Ventura, che intanto aveva avviato una proficua operazione di riscoperta del panorama new wave nazionale in collaborazione con la Spittle Records, li inserì nella compilazione Italia Synthetica 1981-1985 (Spittle Records, 2013) con il brano dalle sonorità electro-cosmic intitolato YHW.
Nel 2013 la Synthetic Shadows pubblicò un nuovo album di greatest hits intitolato Fahrenheit 451, che comprendeva il meglio dei primi materiali registrati dagli Scortilla e nel 2013 furono inseriti nella compilazione Vol.5 Liguria - Voyage Through The Deep 80s Underground In Italy curata da Gianlorenzo Giovannozzi per la Spittle Records con prefazione di Marco Odino.
Nel 2020, in occasione del quarantesimo anniversario di nascita della band (concerto al Ludrix Club di Genova del 24 febbraio 1980), pubblicano l’album Fahrenheit 999, tutto composto da nuovi brani che riattualizzano e idealmente concludono le tematiche degli esordi.

## Formazione
La band era composta da
- Pivio: voce, synt, tastiere
- Marco Odino: synt, tastiere, chitarre, drum machine
- Edo Livio Bartenor I: sax, tastiere
- Mario Marchesoni: basso
- Sergio Gazzo: visual artist

Attuale formazione
- Pivio: voce, synt, tastiere, chitarre
- Marco Odino: synt, tastiere, chitarre

## Discografia

### Album
- 1981 - Scortilla-Box
- 2006 - Scortilla 1980-2005
- 2013 - Fahrenheit 451
- 2020 - Fahrenheit 999

### Singoli ed EP
- 1984 - Fahrenheit 451
- 2010 - Invisible

### Compilazioni
- 1984 - Discoestate con il brano Fahrenheit 451
- 2009 - Fred Ventura Presents Relix Vol.3: 80's Italo Wave con il brano Fahrenheit 451
- 2013 - Italia Synthetica 1981-1985 con il brano YHW
- 2017 - 391 | Vol.5 Liguria - Voyage Through The Deep 80s Underground In Italy con il brano The Return

### Filmografia
- Crollo nervoso. La New Wave Italiana degli Anni Ottanta, regia di Pierpaolo De Iulis (2008)
- Nothin' at All , regia di Matteo Malatesta (2021)
- Musicanti con la Pianola , regia di Matteo Malatesta (2024)